# CD 몬테카를로
CD 몬테카를로(포르투갈어: C.D. Monte Carlo, 중국어: 蒙地卡羅體育會)는 마카오의 축구단이다. 현재 리가 드 일리트에 참가하고 있다.

## 우승
- 리가 드 일리트: 2002, 2003, 2004, 2008, 2013

## 선수 명단

### 현역
참고: FIFA 자격 규정에 따라 소속된 국가대표팀 국기를 표시합니다. 선수는 복수의 FIFA 비회원국 국적을 가지고 있을 수 있습니다.
| 번호 | 포지션 | 국적     | 이름            |
| ---- | ------ | -------- | --------------- |
| 9    | FW     | 모잠비크 | 로제리오 이수포 |

| 번호 | 포지션 | 국적 | 이름 |
| ---- | ------ | ---- | ---- |

### 역대
틀:CD 몬테카를로 선수 명단